# Ta’ Ġawhar Tower

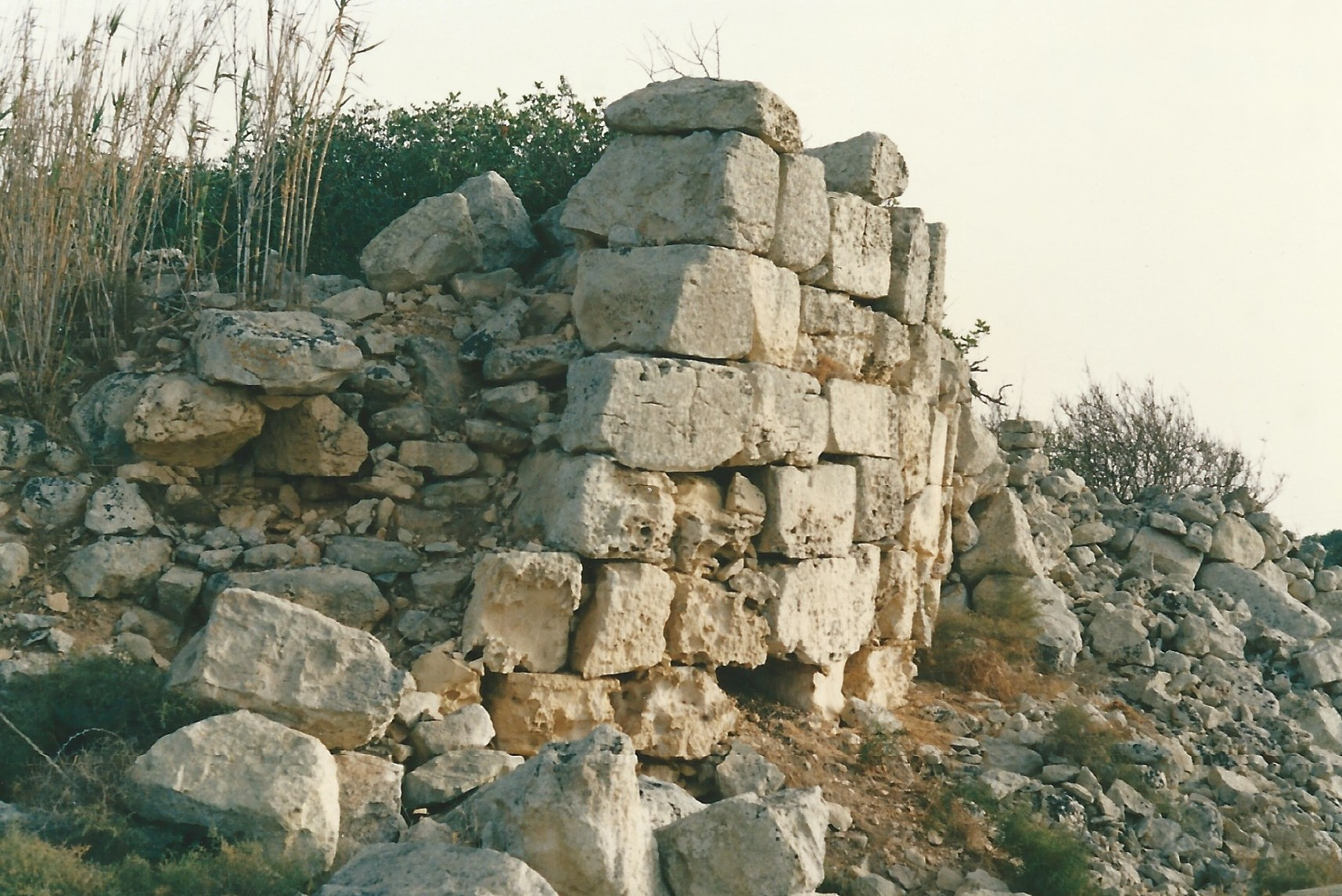
Ta’ Ġawhar Tower

Der Ta’ Ġawhar Tower ist eine Ruine in der Nähe des Ortes Safi auf Malta. Sie wurde in das Nationale Inventar der Kulturgüter der maltesischen Inseln aufgenommen.

## Geschichte
Ausgrabungen deuten darauf hin, dass das ursprüngliche Gebäude punischen Ursprungs ist. Sein Verwendungszweck ist unklar. Ab dem 3. Jahrhundert nach Christus war es nicht mehr in Gebrauch.
Geleitet von dem Archäologen David H. Trump fand in den 1960er Jahren eine Grabung statt. Unter der zylinderförmigen Ruine entdeckte man eine rechteckige Zisterne. Zu den Fundstücken zählen ein goldener Ohrring, eine in Malta geprägte Münze aus dem Jahr 35 v. Chr. mit der Inschrift des Gaius Arruntanus Balbus, Propraetor sowie eine weitere Münze aus dem 3. Jahrhundert n. Chr. mit dem Porträt des römischen Kaisers Claudius Gothicus, aber auch ein verkohltes Brötchen.
Die Ruine ist seit dem 16. Dezember 2011 in das National Inventory of the Cultural Property of the Maltese Islands eingetragen.